# Staf Versluys

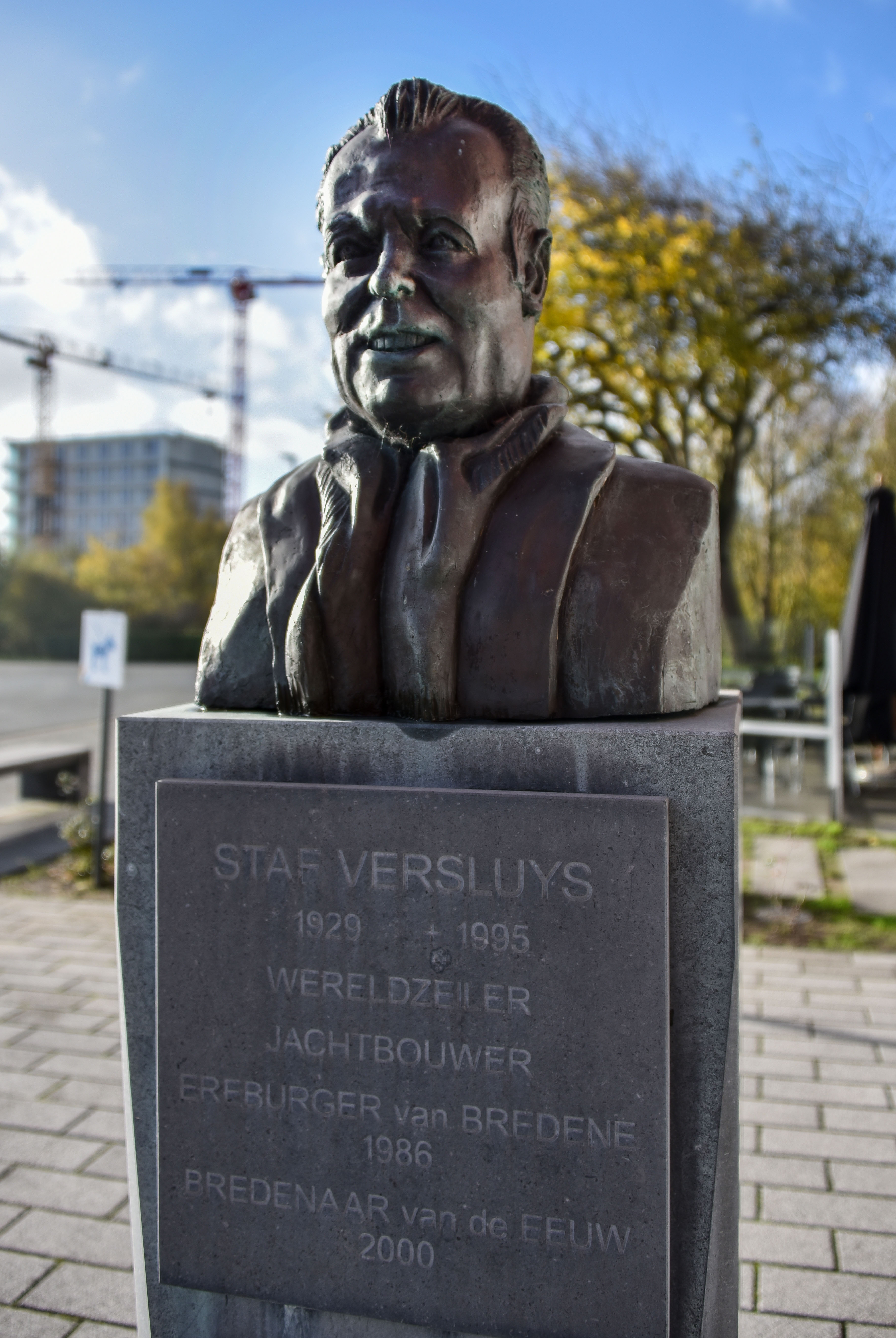
Borstbeeld van Staf Versluys voor het Meeting- en Eventcentrum Staf Versluys

Staf Versluys (Bredene, 1 januari 1929 – Gent, 26 augustus 1995) was een Belgisch timmerman, scheepsbouwer en zeiler.
Tussen 1973 en 1986 voer hij als wedstrijdzeiler tweemaal de wereld rond. Hij bouwde de meeste van zijn houten schepen zelf, behalve het bekende schip "Rucanor Tristar"; dat was de eerste polyester boot waar hij mee voer.

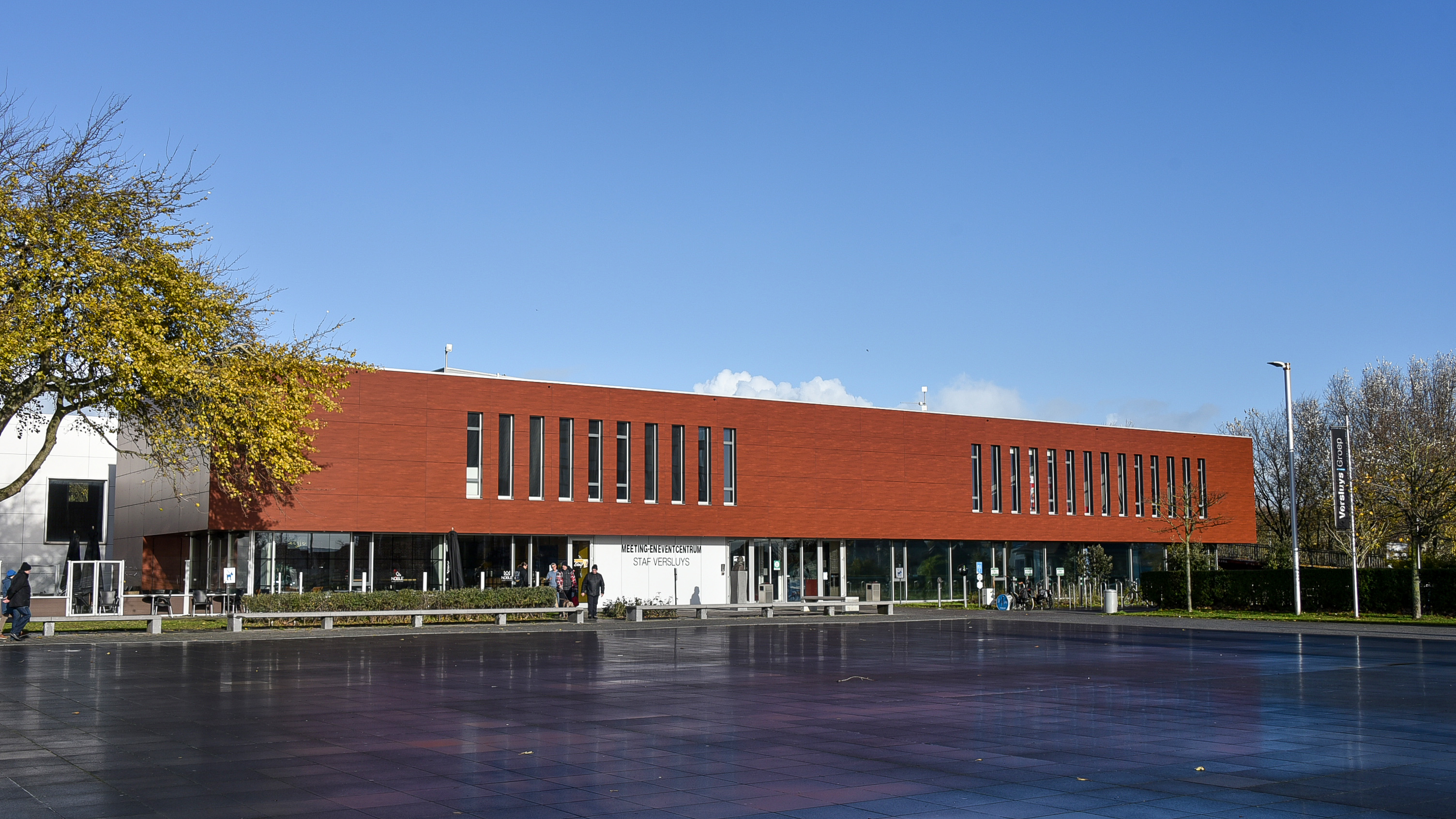
Het Meeting- en Eventcentrum Staf Versluys

Op 30 augustus 1995 overleed hij in het UZ Gent na een motorongeval. Zijn urne werd bijgezet in het columbarium op de begraafplaats van Bredene. Het Meeting- en Eventcentrum Staf Versluys in Bredene is in 2005 naar hem vernoemd.
Hij was gehuwd met Marie-Louise Deprez (1930-2024) en had 1 zoon.

## Palmares
- 1958: Coupe d'or: eerste plaats
- 1968: Noordzee Kampioenschap: eerste plaats
- 1973, 1974, 1975: Roscop Race: derde, derde en zesde (gedeclasseerd vanwege foutieve start van tweede naar derde plaats)
- 1973, 1974: Oostende-Ramsgate-Oostende: eerste plaats
- 1973, 1974, 1975: Grote prijs van Nieuwpoort: tweede, eerste, eerste
- 1973, 1974: Light Vessel Race: tweede, derde
- 1973, 1975: Oostende Bank Race: tweede, derde
- 1973, 1974, 1975: Delta Race: achtste, tweede, derde
- 1973, 1974: Yeoman Cup: derde, tweede
- 1973, 1975: Channel Race (225 mile) Engeland: vijfde, elfde
- 1973: Harwich-Hook of Holland (235 mile) Engeland: tiende
- 1973, 1974: Belgisch kampioenschap I.O.R. klasse 4: derde, tweede
- 1974: Round Britain Race (2,137 mile) Engeland: eerste
- 1975: Oostende-Ramsgate-Nieuwpoort: eerste
- 1975: Breskens-Zierikzee: derde
- 1975: Askoy Race: derde
- 1975: Schelde Race: derde
- 1975: Pinnemuts Trofee: derde
- 1975: Fastnet Race (900 mile) Engeland: twintigste
- 1975: Azab 75 (2.400 mile solorace) Engeland: eerste
- 1976: OSTAR-SOLO RACE: Plymouth Engeland- Newport USA met Tyfoon 5 (klasse: kleinste boten): veertiende
- 1979: I.O.R Interclubkampioenschap met Tyfoon 6: eerste
- 1980: OSTAR-SOLO RACE: Plymouth-Newport USA met Tyfoon 6: twaalfde
- 1981-1982: Whitbread Round the World met Tyfoon 6 (kleinste boot in de wedstrijd): vijftiende. Kreeg ook de beker voor "Outstanding Seamanship" in Londen uit handen van Lady Diana.
- 1985-1986: Whitbread Round the World met Rucanor Tristar: 1ste in handicap klasse D, vijfde in handicap in algemeen klassement. "Joshua"-prijs voor "the Most Outstanding Seamanship"

## In populaire cultuur
- In 2005 eindigde hij op nr. 623 in de Vlaamse versie van De Grootste Belg, buiten de officiële nominatielijst
- De Bredenaren verkozen hem tot "Bredenaar van de eeuw"
- In het portaal van de viertorre van Blankenberge hangt er een reliëf met zijn portret en de inscriptie "Tyfoon VI", een van zijn boten